# Paul François de Lozières d'Astier
Paul François de Lozières d'Astier (c.1654-1731) enginyer militar francès al servei de Felip V durant la Guerra de Successió Espanyola. Lluità al setge de Barcelona (1713-1714) on estigué a les ordres del tinent general Dupuy-Vauban i quan aquest caigué ferit el 6 d'agost de 1714 Lozières d'Astier esdevingué l'enginyer en cap de les tropes borbòniques. Fou autor del «Journal du siège de Barcelonne» (1714), que fou traduït al castellà i publicat a Girona per l'impressor francès Gabriel Bro sota el nom «Narración diaria del sitio de Barcelona», i també de la «Relation de l'expédition de Majorque» (1715) on narra l'expedició borbònica per reconquerir Mallorca.